# Ponerorchis taiwanensis
Ponerorchis taiwanensis là một loài thực vật có hoa trong họ Lan. Loài này được (Fukuy.) Ohwi miêu tả khoa học đầu tiên năm 1936.